# Euchaetis ericoides
Euchaetis ericoides är en vinruteväxtart som beskrevs av Dümmer. Euchaetis ericoides ingår i släktet Euchaetis och familjen vinruteväxter. Inga underarter finns listade i Catalogue of Life.